# Contea di Hooker
La contea di Hooker (in inglese Hooker County) è una contea dello Stato del Nebraska, negli Stati Uniti. La popolazione al censimento del 2000 era di 783 abitanti. Il capoluogo di contea è Mullen.